# Chandra Bahadur Dangi
Chandra Bahadur Dangi (født 30. november 1939 i Rhimkholi,  Dang District, Nepal, død 4. september 2015 i Pago Pago, Amerikansk Samoa) var en nepalesisk mand, der med sin højde på 54,6 cm ifølge Guinness Rekordbog var det lavest målte voksne menneske nogensinde. Han fik tildelt rekorden i 2012, da man fandt ud af, at han var 5,3 cm kortere end Junrey Balawing fra Filippinerne, der var det hidtil lavest registrerede menneske.
Dangi, der blev forældreløs som 12-årig, blev født i landsbyen Rhimkholi i Dang District sydvest for hovedstaden Katmandu i Nepal og har boet der hele sit liv. Han forlod ikke sin fødeegn før turen til Katmandu i forbindelse med kåringen som verdens laveste menneske i 2012. Efter sine forældres død blev han vist frem, så hans slægtninge kunne tjene penge på ham.
Han boede i landsbyen Rhimkholi sammen med sine fem brødre, hvor han levede af at væve traditionelle nepalesiske beklædningsgenstande, da en person, der var i gang med at skære tømmer, så ham. Herefter kontaktede denne de lokale medier. Årsagen til hans højde er aldrig blevet undersøgt, og han har aldrig været tilset af en læge.
Dangi var nummer syv ud af en søskendeflok på otte, hvoraf han havde fem brødre og to søstre. Tre af hans brødre var under 121 cm, mens resten af hans søskende var af gennemsnitlig højde.